# 地区党
地区党（烏克蘭語：Партія регіонів）是一个已不存在的乌克兰社会民主主义和左翼保守主义政党，成立于1997年10月。其支持者多位于乌克兰东部或南部以说俄语人口为主的州。该党立场亲俄，反对北约东扩。2014年烏克蘭爆发親歐盟示威之後該政黨事實上被解散，2023年被烏克蘭政府取締。

## 历史
在2010年烏克蘭總統選舉中，地区党提名前乌克兰总理维克多·亚努科维奇为该党总统候选人。2010年2月7日，亚努科维奇战胜对手尤莉娅·季莫申科，当选为新一任的乌克兰总统。
2014年2月24日，烏克蘭爆发親歐盟示威，亚努科维奇被地区党开除出党。乌克兰最高拉达副议长鲁斯兰·科舒林斯基宣布，已有63名议员宣布退出地区党。另外，多个州的地区党总部自行解散。
2023年2月21日，烏克蘭行政上訴法院下令禁止地區黨活動。